# Schwager (Chile)
Schwager es un barrio y localidad de la comuna chilena de Coronel, en la provincia de Concepción, en el sector costero de la Región del Biobío denominado como la Cuenca del carbón. Tiene la particularidad de poseer dos Zonas Típicas: Puchoco-Schwager y Maule-Schwager, declaradas por el Consejo de Monumentos Nacionales en 2010 y 2013, respectivamente. 

## Historia
La localidad tiene su origen en las Minas Schwager, yacimientos de carbón de piedra de propiedad de la Compañía y Fundición Schwager S.A, empresa fundada por Federico Schwager y que fue adquirida por la Empresa Nacional del Carbón (ENACAR) hasta su cierre definitivo en 1994, luego de una explosión de gas grisú que le costó la vida a 21 mineros. Fue un distrito de la 1ª Subdelegación de Coronel, perteneciente al antiguo Departamento de Lautaro, el cual pasó posteriormente a formar parte del Departamento de Coronel. 

## Zonas Típicas

### Puchoco-Schwager

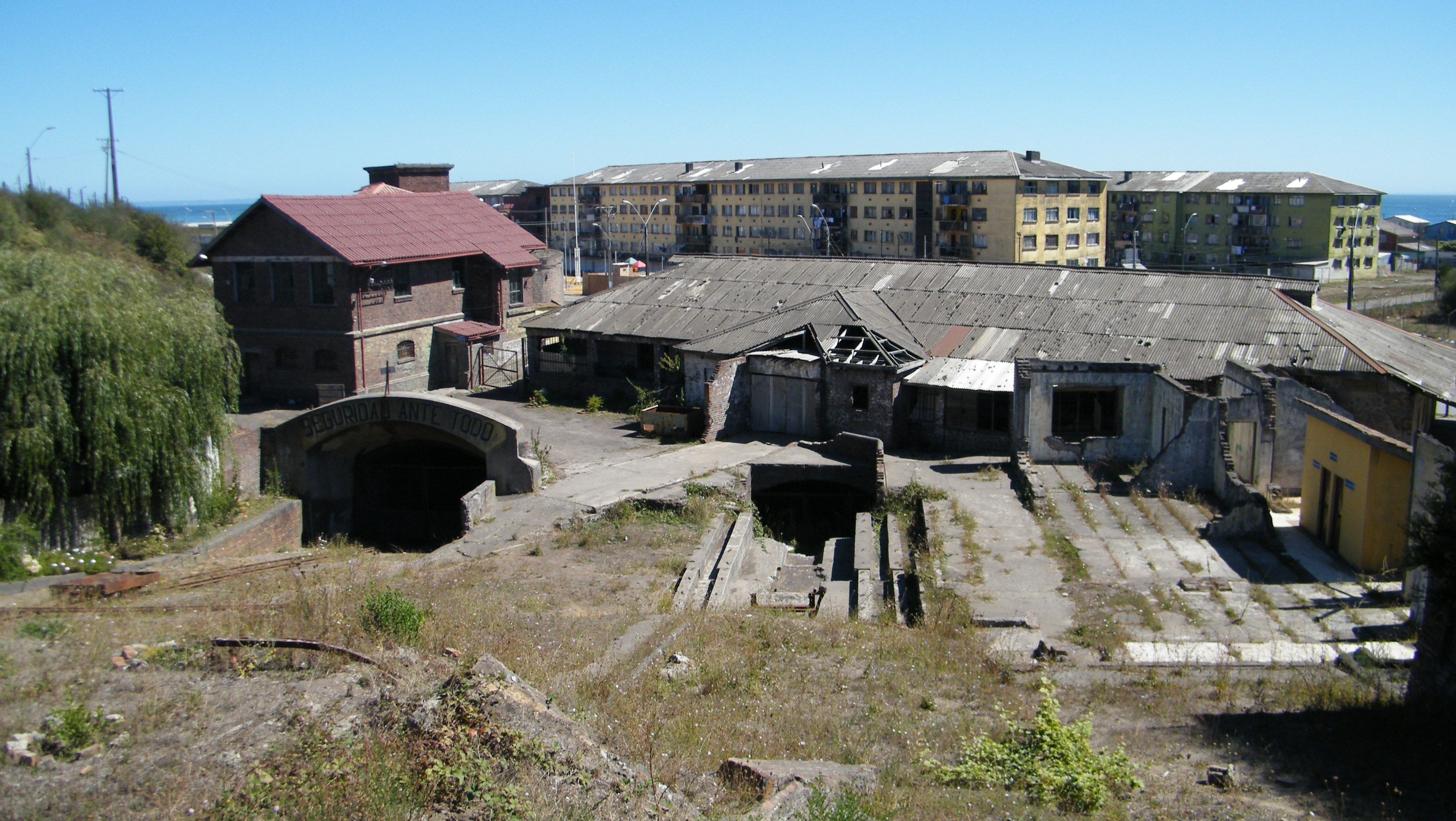
Vista al Chiflón Puchoco en 2011, luego del terremoto del año anterior

Dentro del sector se ubica la Punta Puchoco, en el extremo norte de la Bahía de Coronel, donde en 1850 la compañía minera comenzó a edificar un asentamiento minero a fin de cubrir las necesidades habitacionales y de servicios básicos de los trabajadores. Este complejo arquitectónico fue declarado Zona Típica por el Gobierno de Chile en 2010. Entre sus edificaciones de carácter patrimonial, destacan el colectivo residencial «Cholín», la Iglesia de Jesús Obrero, el Chiflón Puchoco, el gimnasio, los hornos de barro donde se horneaba el pan para las familias, el hospital y el retén de Carabineros.

### Maule-Schwager
En el invierno de 1874 el complejo de Puchoco sufrió una inundación de gran envergadura, lo que provocó la paralización de la extracción minera. Para continuar con las faenas, Federico Schwager decide comprar unos terrenos en el sector Maule que tenían yacimientos de carbón, por lo que ordenó la construcción de las primeras viviendas y de oficinas administrativas, sector que luego del restablecimiento de la explotación carbonífera en Puchoco, fue destinado a los empleados de mayor rango de la compañía. Por la calidad de las viviendas construidas por la compañía minera, fueron utilizadas como modelo de las políticas públicas para la construcción de casas por parte del Estado chileno y para el desarrollo urbano de otras localidades del país hasta 1970. Por esta condición es que fue declarado como Zona Típica en 2013.